# Hossein Ali Montazeri
L'ayatollah Hossein Ali Montazeri (حسینعلی منتظری en persan), né à Najafabad le 24 septembre 1922 et mort le 19 décembre 2009 à Qom, est un des hauts dignitaires chiites iraniens, défenseur de la démocratie et des droits de l'homme en Iran. Il participe activement à la Révolution iranienne de 1979, dont il est l'un des chefs de file religieux, puis à l'élaboration de la constitution iranienne de 1979 et à l'instauration du Velayat-e faqih. En tant que Guide adjoint de la Révolution de 1985 à 1989, unique détenteur de cette fonction dans l'histoire de la république islamique, il est surtout connu comme le successeur désigné de l'ayatollah Khomeini, mais à la suite de son opposition, en particulier pour avoir critiqué la répression politique et culturelle, il est écarté par une lettre de Khomeini en 1988 et supplanté l'année suivante par l'actuel Guide suprême de la révolution islamique, Ali Khamenei. 
Montazeri vit les vingt dernières années de sa vie dans la ville de Qom, principale ville religieuse de l'Iran, et reste politiquement influent en Iran, en particulier sur la politique des partis réformateurs. Ainsi, pendant près de trois décennies, il est l'un des principaux critiques de la politique intérieure et étrangère de la République islamique. Il est également un défenseur des droits civils et des droits des femmes en Iran.

## Jeunesse et Révolution iranienne de 1979

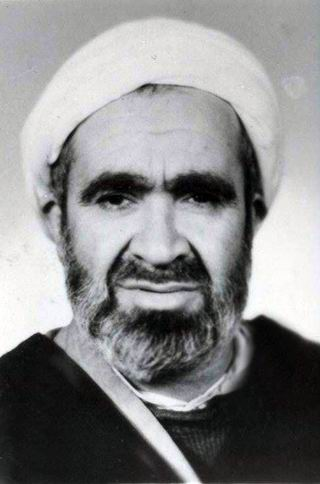
Hossein Ali Montazeri en 1978

Né de parents paysans, il étudie la théologie à Ispahan et plus tard à Qom sous la houlette de Rouhollah Khomeini et devient professeur à l'école théologique de Faiziyeh. En juin 1963 il participe aux protestations contre la Révolution blanche et est actif dans les cercles anti-Shah.
Après l'exil forcé de Khomeini en 1964, il se retrouve au centre de la contestation face au Shah. Il passe plusieurs années de sa vie en exil à Najafabad, Tabas, Khalkhal et Saghez entre 1968 et 1974. Il fut arrêté et emprisonné à partir du milieu des années 1960 par la monarchie Pahlavi. En fait, il devint une figure politique éminente juste après la révolution islamique de l’Iran en 1979.
Il est envoyé en prison en 1974 et libéré en 1978, juste à temps pour participer à la Révolution iranienne.

## Assignation à résidence
Pressenti un temps comme dauphin et successeur de Khomeini à la fonction de Guide suprême de la Révolution, il est écarté de la scène publique à partir de 1988, après ses prises de positions critiques au sujet des exécutions de milliers de prisonniers politiques qui ont lieu durant l'été 1988. Principal dissident religieux en Iran, il est placé en résidence surveillée dans sa maison à Qom, principale ville religieuse de l'Iran, entre 1997 et 2003, pour avoir mis en cause l'autorité politique et religieuse de l'actuel Guide suprême, l'ayatollah Ali Khamenei et pour avoir plaidé en faveur de la séparation de la religion et de la politique. Malgré ces restrictions, il publie régulièrement des communiqués pour défendre la liberté et la démocratie ainsi que les réformes présentées par le président iranien Mohammad Khatami.
Il croit toujours à la théorie du Velayat-e faqih mais prône une interprétation différente de celle-ci : dans un sermon à Qom en 1997, il préconise une supervision (nezarat) plutôt qu'une direction (velayat) par le faqih, dont le rôle devrait se cantonner à son domaine d'expertise, la religion. Son discours déchaîne les conservateurs. Il est arrêté puis assigné à résidence jusqu'en 2003.
En janvier 2003, il est libéré par le régime. Il critique implicitement Ali Khamenei dès son premier discours public.

## Élection présidentielle de 2009 et décès
En 2009, il affiche son soutien aux manifestations contre la réélection de Mahmoud Ahmadinejad. Pour son soutien continu au mouvement de protestation vert en Iran et ses critiques en faveur des victimes et des prisonniers politiques, il est souvent nommé le guide spirituel du mouvement vert.
Il meurt le 19 décembre 2009 à Qom.

## Opinions juridiques

### Droits de l'Homme
Les œuvres et les parcours de l’ayatollah Montazeri ont illustré d’une façon particulièrement contrastée les évolutions institutionnelles et doctrinales survenues depuis la révolution islamique de 1979. Il a essayé de défendre sa tradition juridique en abordant la question des droits de l’Homme dans ses œuvres juridiques. Il abordait son point de vue sur les droits de l’Homme dans trois livres principaux, à savoir Traité de droits (2004), Gouvernement religieux et droits de l’Homme (2007), et enfin Châtiments islamiques et droits de l’Homme (2008).

## Œuvres
- Traité de droits (2004)
- Gouvernement religieux et droits de l’Homme (2007)
- Châtiments islamiques et droits de l’Homme (2008)

## Les obsèques et manifestations
Il est mort le 19 décembre 2009, à 87 ans. Ses obsèques se sont accompagnées de manifestations contre le régime iranien et d'affrontements. 
Dans une lettre publiée le lendemain de la mort de Montazeri, l'avocate iranienne Shirin Ebadi, le prix Nobel de la paix, lui attribue le titre du « père des droits de l'homme » d'Iran.